# 캉브레의 바보짓

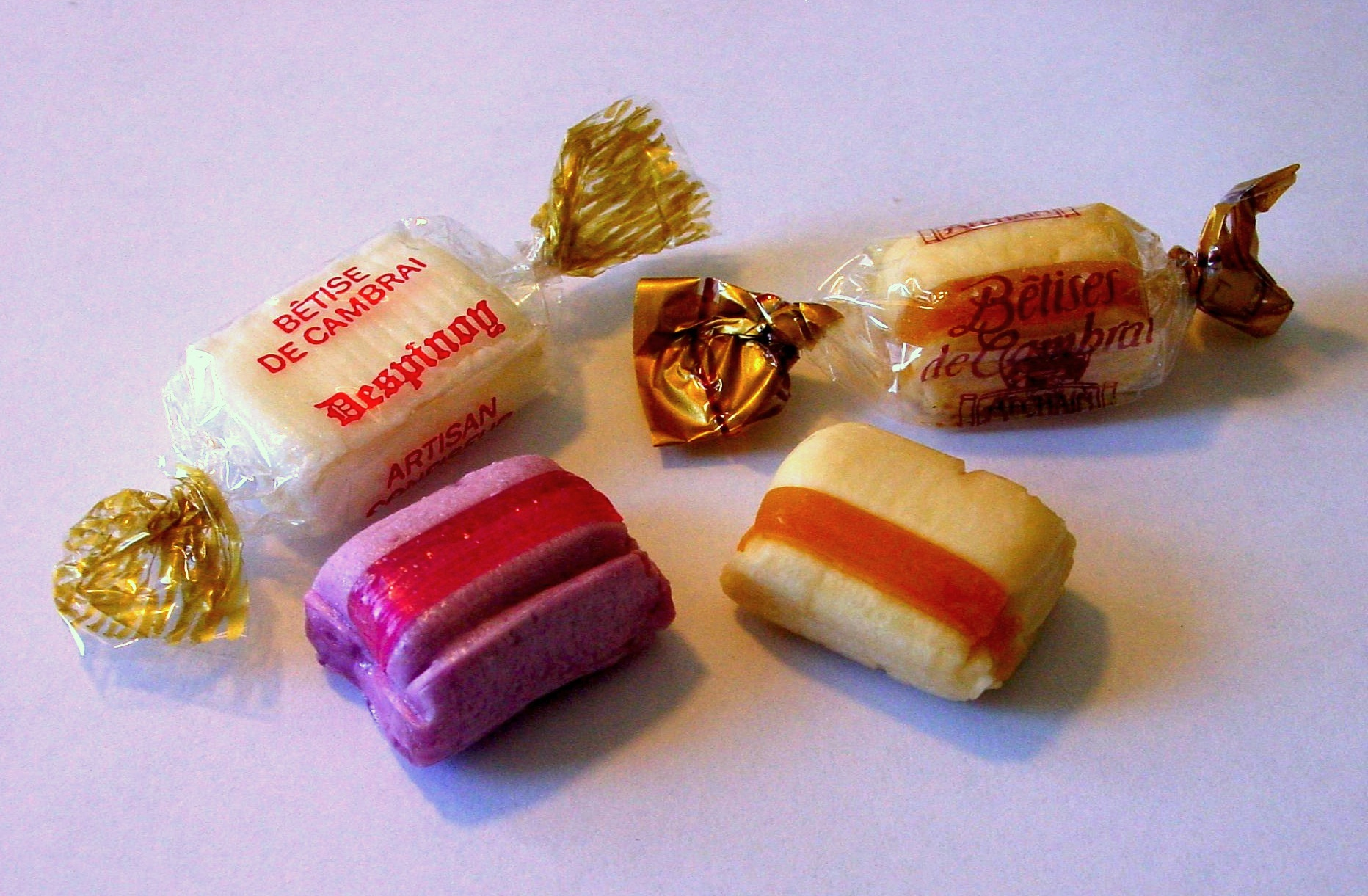

캉브레의 바보짓(프랑스어: Bêtises de Cambrai 베티즈 드 캉브레[betiz də kɑ̃bʁɛ][*])는 프랑스 캉브레에서 만들어지는 경성 사탕이다. 우연히 만들어졌다는 이유로 이런 이름이 붙었다. 원래 박하맛밖에 없었지만 지금은 다른 맛도 만들어지고 있다.